# Лерена, Кевин
Кевин Лерена (англ. Kevin Lerena; род. 5 мая 1992, Йоханнесбург, ЮАР) — южноафриканский боксёр-профессионал, выступающий в первой тяжелой (до 90,72 кг), в категории бриджервейт (до 101,6 кг), и в тяжёлой (свыше 90,72 кг) весовых категориях. Среди профессионалов действующий чемпион мира по версии WBC (2023—н. в.) в весе «бриджервейт» (до 101,6 кг). Бывший чемпион по версиям WBA Inter-Continental (2022—2023) и IBO Inter-Continental (2022—2023) в тяжёлом весе. Бывший чемпион мира по версии IBO в 1-м тяжелом весе (2017—2021).

## Профессиональная карьера
Кевин Лерена дебютировал на профессиональном ринге 30 ноября 2011 года нокаутировав Юстика Селигу. 21 сентября 2013 года вышел на свой первый титульный поединок за титул чемпиона Африки по версии WBF против ганского боксёра Ибрахима Лабарана. 29 сентября 2014 года выиграл серебряный пояс чемпиона мира среди молодёжи по версии WBC в бою с грузином Гогитой Горгиладзе.
15 ноября 2014 года потерпел первое поражение в своей профессиональной карьере, проиграв единогласным судейским решением своему соотечественнику Джонни Миллеру. 30 июля 2015 года завоевал титул чемпиона Южной Африки в первом тяжелом весе. 24 апреля 2016 года взял реванш у Джонни Миллера, защитил титул чемпиона Южной Африки и завоевал вакантный титул WBA Pan African.

### Чемпионство IBO (6 защит)
9 сентября 2017 года в поединке с Йоури Каленгой (23-3) завоевал вакантный титул чемпиона мира по версии IBO.
3 марта 2018 года провёл первую защиту титула победив единогласным судейским решением украинского боксёра Дмитрия Кучера, а 2 июня того же года провёл вторую защиту титула, победив единогласным судейским решением другого украинца — Романа Головащенко.
В марте и июне 2019 года провел еще две удачные защиты своего пояса IBO против небитых Артура Манна, и Васила Дуцара. Манн был нокаутирован в 4 раунде, а Дуцар проиграл разгромно по очкам со счетом 119—109, 117—111, 120—108.
21 сентября 2019 года одержал легкую и быструю победу над ветераном из Албании Сефером Сефери. В стартовом раунде оба присматривались друг к другу. Во 2-й трёхминутке Лерена включился в работу — Сефери перешёл в режим выживания: прятался за блоком, пытался клинчевать, иногда отвечал. В 3-м раунде ударов от претендента стало значительно меньше. Это послужило сигналом для чемпиона — тот усилил давление, повысил плотность боя, зажал ветерана у канатов. Комбинация из двух левых хуков (корпус + голова) опрокинула Сефери на канвас. Подниматься ветеран не спешил. Рефери пришлось остановить бой. Лерена ТКО 3.
8 февраля 2020 года техническим нокаутом в 6-м раунде победил опытного 50-летнего немца Фирата Арслана, в 6-й раз защитив титул чемпиона мира по версии IBO в 1-м тяжёлом весе.

### Переход в супертяжелый вес

#### Бой с Патриком Фергюсоном
20 декабря 2020 года в ЮАР встретился с малоизвестным Патриком Фергюсоном в рамках супертяжелого веса. Лерена неспешно начал бой. Джебил, двигался, переигрывал оппонента. Тот пытался прорваться в ближний бой. Получилось только в 3-м раунде. Оказалось, это был небольшой локальный успех. Лерена перехватил инициативу, а в 5-м раунде красиво поднял голову Фергюсона апперкотом, после чего зажал в углу ринга и забил до отмашки рефери. Лерена ТКО 5.

#### Бой с Богданом Дину
Успешно провел свой второй поединок в супертяжелом весе 26 марта 2022 года в ЮАР. Он победил нокаутом в четвертом раунде румынского джорнимэна Богдана Дину и завоевал вакантный пояс WBA Inter-Continental в супертяжелом весе. 29-летний Лерена был заметно быстрее соперника и отправил Дину в нокдаун в третьем раунде. Дину еще раз побывал в нокдауне в четвертом раунде, а затем был нокаутирован. В своем дебютном поединке в супертяжелом весе в декабре прошлого года Лерена весил 96 кг, а на бой против Дину вышел с весом 105 кг.

#### Бой с Мариушем Вахом
17 сентября 2022 года в городе Кемптон-Парк, (ЮАР) победил единогласным решением судей 42-летнего польского контроллера Мариуша Ваха. Счет судейских записок составил: 118-110 и 120-108 дважды. 

#### Чемпионский бой с Даниелем Дюбуа
3 декабря 2022 года в Лондоне (Великобритания) досрочно техническим нокаутом в 3-м раунде проиграл опытному британцу Даниелю Дюбуа, в бою за титул регулярного чемпиона мира по версии WBA (1-я защита Дюбуа) в тяжёлом весе. Но в 1-м раунде Дюбуа побывал в нокдауне, и затем ещё дважды брал колено (предположительно британец повредил ногу в первом эпизоде), тем не менее рефери не останавливал бой. Затем Дюбуа восстановился и в 3-м раунде правым прямым уже сам уронил Кевина Лерену, — и тот был солидно потрясён. Дюбуа продолжил избивать африканца, и снова уронил его на последней секунде 3-го раунда, после чего рефери остановил бой и не дал возможности претенденту восстановиться — сразу же зафиксировал победу чемпиона техническим нокаутом. После боя промоутер Лерены Родни Берман (Golden Gloves Promotion) заявил, что направит иск в WBA и BBBofC, — он недоволен действиями рефери, и считает их предвзятыми. Промоутер утверждает, что решающий удар в 3-м раунде был нанесён уже после сигнала об окончании трёхминутки, — то есть был нелегальным.

### Переход в бриджервейт

#### Элиминаторный бой с Риадом Мерхи
13 мая 2023 года в Кемптон-Парке (ЮАР) единогласным решением судей (счёт: 118—110, 116—112, 115—113) победил опытного бельгийца Риада Мерхи, и подтвердил статус претендента на титул чемпиона мира по версии WBC в весе бриджервейт (до 101,6 кг). Бойцы до боя занимали 2-е и 4-е место в рейтинге, а бой носил статус отборочного, когда как поясом владеет Лукаш Розански.

#### Бой с Сенадом Гаши за временный пояс
25 ноября 2023 года в Кемптон-Парке (ЮАР) сразился с выступающим за Германию уроженцем Косово Сенадом Гаши. В бою был определен временный чемпион. Лерена победил по очкам (счет: 117—110, 114—113, 118—109). В 12 раунде южноафриканец отправил соперника в нокдаун. В этой же трехминутке с Гаши сняли бал за удар ниже пояса. Полноценный чемпионский пояс будет защищать чемпион Лукаш Розански и претендент шведский ветеран Баду Джек, но дата боя пока не назначена.

#### Бой с Джастисом Хани
Отказался от титульного боя с поляком Лукашем Розански за титул WBC в весе бриджервейт и принял предложение провести бой с непобежденным австралийским проспектом Джастисом Хани (8-0, 4 КО). Поединок прошел в рамках вечера Энтони Джошуа vs Фрэнсис Нганну 8 марта 2024 года в Эр-Рияде (Саудовская Аравия) а за день до боя у Лерены умерла мать. Менее габаритный и медленный на ногах Кевин выступил в роли агрессора и работал первым номером заставляя пятиться Хани и прижиматься к канатам отрабатывая на ногах. После 4 раунда темп боя стал падать, количество ударов так же сократилось. Хани начал чаще попадать, он хорошо работал по корпусу, но ему не хватало ударной мощи, чтобы остановить уставшего, но все же идущего вперед Лерену. В 10-м раунде австралиец пропустил сильнейший удар слева, Лерена бросился добивать выбросив затяжную серию, но оппонент всё же достоял. Вердикт: 96—94 дважды и 98—92 в пользу небитого и более молодого австралийца. Зрелищный и тяжелый бой для боксеров и судейства. 

#### Несостоявшийся бой с Околи
С июля 2024 года по октябрь велись переговоры о бое с чемпионом в бриджервейте Лоуренсом Околи. В начале октября британский чемпион объявил о переходе в супертяжелый вес, Ларена из временного чемпиона был повышен до полноценного чемпиона WBC.

#### Бой с Сергеем Радченко
В начале декабря 2024 года WBC постановило чемпиону Лерене защищать пояс против обладателя WBC Silver Сергея Радченко. Бой планировалось провести 22 февраля 2025 года в Киеве, но позже бой отменили. В конце февраля назначили вновь, но уже на территории чемпиона. Встреча прошла в Претории (ЮАР). В первом раунде чемпион пошёл на претендента, поддавливал, мощно пробивал в блок. Бойцы обенялись ударами, Лерена донес пару более тяжёлых попаданий. Его ударная мощь значительно выше чем у Радченко. В середине второго раунда точным левым кроссом Лерена отправляет Радченко в нокдаун. Радченко продолжает бой, Лерена пойдя на добивание снова роняет претендента. Он смог выжить до гонга. На старте третьего раунда не успевший восстановиться украинец снова оказывается на полу и угол выбрасывает полотенце.

#### Бой с Лоуренсом Околе
19 июля 2025 года в Лондоне (Англия) на стадионе «Уэмбли» в андеркарде боя Александр Усик - Дэниел Дюбуа встретился с бывшим чемпионом в двух весах Лоуренсом Околе, бой с которым должен был состояться в 2024 году. По стартовому раунду стало ясно, что более тяжелый (119 кг) Околе быстрее и мобильней чем Лерена (105 кг). Бой продлился все отведенные 12-ть раундов на протяженнии которых Лерена пытался сократить дистанцию и выйти на ближнюю. Эта выбранная тактика не работала. Околе умело клинчевал на своей удобной дистанции и вязал вблизи. Во второй половине боя оба устали, Околе начал снижать активность, выбрасывал меньше ударов, но Лерена этим не воспользовался. Незрелищный бой прошёл всю дистанцию. Счёт боя отражает происходящее: 99—91, 100—90 дважды в пользу чемпиона WBC Silver Околе.

## Таблица профессиональных поединков
В таблице перечислены результаты всех поединков боксёров.
В каждой строке указан результат поединка. Дополнительно номер поединка обозначен цветом, который обозначает итог поединка. Расшифровка обозначений и цветов представлена в нижеследующей таблице.
| Пример | Расшифровка                     |
| ------ | ------------------------------- |
|        | Победа                          |
|        | Ничья                           |
|        | Поражение                       |
|        | Планируемый поединок            |
|        | Поединок признан несостоявшимся |
| КО     | Нокаут                          |
| ТКО    | Технический нокаут              |
| PTS    | Решение судей (по очкам)        |
| UD     | Единогласное решение судей      |
| MD     | Решение большинства судей       |
| SD     | Раздельное решение судей        |
| RTD    | Отказ от продолжения боя        |
| DQ     | Дисквалификация                 |
| NC     | Поединок признан несостоявшимся |

| 35 поединков, 31 победа (15 нокаутом), 4 поражения.        | 35 поединков, 31 победа (15 нокаутом), 4 поражения. | 35 поединков, 31 победа (15 нокаутом), 4 поражения. | 35 поединков, 31 победа (15 нокаутом), 4 поражения. | 35 поединков, 31 победа (15 нокаутом), 4 поражения.         | 35 поединков, 31 победа (15 нокаутом), 4 поражения. | 35 поединков, 31 победа (15 нокаутом), 4 поражения.                                                                                              |
| Бой                                                        | Рекорд                                              | Дата                                                | Соперник                                            | Место боя                                                   | Результат                                           | Данные о бое |
| ---------------------------------------------------------- | --------------------------------------------------- | --------------------------------------------------- | --------------------------------------------------- | ----------------------------------------------------------- | --------------------------------------------------- | --- |
| 35                                                         | 31-4                                                | 19 июля 2025                                        | Лоуренс Околи (21-1)                                | Стадион Уэмбли, Лондон, Великобритания                      | UD 10                                               | Бой за титул WBC Silver в тяжёлом весе (1-я защита Околи).                                                                                       |
| 34                                                         | 31-3                                                | 1 мая 2025                                          | Сергей Радченко (11-7)                              | SunBet Arena, Претория, ЮАР                                 | TKO 3 (12)                                          | Защитил титул чемпиона мира по версии WBC (1-я защита Лерены) в бриджервейте. Радченко в двух нокдаунах во втором раунде                         |
| 33                                                         | 30-3                                                | 8 марта 2024                                        | Джастис Хуни (8-0)                                  | Kingdom Arena, Эр-Рияд, Саудовская Аравия                   | UD 10                                               | Бой за вакантный титул чемпиона WBO Global в тяжёлом весе. Счёт судей: 94-96, 92-98, 94-96.                                                      |
| 32                                                         | 30-2                                                | 25 ноября 2023                                      | Сенад Гаши (27-3)                                   | Emperors Palace, Кемптон-Парк, Гаутенг, ЮАР                 | UD 12                                               | Выиграл вакантный титул временного чемпиона мира по версии WBC в бриджервейте.                                                                   |
| 31                                                         | 29-2                                                | 13 мая 2023                                         | Риад Мерхи (31-1)                                   | Emperors Palace, Кемптон-Парк, Гаутенг, ЮАР                 | UD 12                                               | Счёт: 118-110, 116-112, 115-113. И подтвердил статус претендента на титул чемпиона мира по версии WBC в весе бриджервейт (до 101,6 кг).          |
| 30                                                         | 28-2                                                | 3 декабря 2022                                      | Даниель Дюбуа (18-1)                                | Tottenham Hotspur Stadium, Тоттенем, Лондон, Великобритания | TKO 3 (12)                                          | Бой за титул регулярного чемпиона мира по версии WBA (1-я защита Дюбуа) в тяжёлом весе.                                                          |
| 29                                                         | 28-1                                                | 17 сентября 2022                                    | Мариуш Вах (36-8)                                   | Emperors Palace, Кемптон-Парк, Гаутенг, ЮАР                 | UD 12                                               | Счёт: 118-110, 120-108 (дважды). Завоевал вакантный титул чемпиона по версии IBO Inter-Continental в тяжёлом весе.                               |
| 28                                                         | 27-1                                                | 26 марта 2022                                       | Богдан Дину (20-3)                                  | Emperors Palace, Кемптон-Парк, Гаутенг, ЮАР                 | KO 4 (10), 2:59                                     | Завоевал вакантный титул чемпиона по версии WBA Inter-Continental в тяжёлом весе.                                                                |
| Перешёл в тяжёлый вес — свыше 90,72 кг (свыше 200 фунтов). |                                                     |                                                     |                                                     |                                                             |                                                     | |
| 27                                                         | 26-1                                                | 19 декабря 2020                                     | Патрик Фергюсон (17-2-1)                            | Emperors Palace, Кемптон-Парк, Гаутенг, ЮАР                 | TKO 5 (10), 1:49                                    | |
| 26                                                         | 25-1                                                | 8 февраля 2020                                      | Фырат Арслан (47-8-3)                               | EWS Arena, Гёппинген, Баден-Вюртемберг, Германия            | TKO 6 (12), 1:13                                    | Защитил титул чемпиона мира по версии IBO (6-я защита Лерены) в 1-м тяжёлом весе.                                                                |
| 25                                                         | 24-1                                                | 21 сентября 2019                                    | Сефер Сефери (23-2-1)                               | Emperors Palace, Кемптон-Парк, Гаутенг, ЮАР                 | TKO 3 (12), 2:30                                    | Защитил титул чемпиона мира по версии IBO (5-я защита Лерены) в 1-м тяжёлом весе.                                                                |
| 24                                                         | 23-1                                                | 8 июня 2019                                         | Василь Дуцар (7-0-1)                                | Emperors Palace, Кемптон-Парк, Гаутенг, ЮАР                 | UD 12                                               | Счёт: 120-108, 119-109, 117-111. Защитил титул чемпиона мира по версии IBO (4-я защита Лерены) в 1-м тяжёлом весе.                               |
| 23                                                         | 22-1                                                | 16 марта 2019                                       | Артур Манн (15-0)                                   | Emperors Palace, Кемптон-Парк, Гаутенг, ЮАР                 | TKO 4 (12), 2:37                                    | Защитил титул чемпиона мира по версии IBO (3-я защита Лерены) в 1-м тяжёлом весе.                                                                |
| 22                                                         | 21-1                                                | 2 июня 2018                                         | Роман Головащенко (19-1)                            | Олимпийский центр Сархади, Баку, Азербайджан                | UD 12                                               | Счёт: 116-111, 115-112 (дважды). Защитил титул чемпиона мира по версии IBO (2-я защита Лерены) в 1-м тяжёлом весе.                               |
| 21                                                         | 20-1                                                | 3 марта 2018                                        | Дмитрий Кучер (24-2-1)                              | Emperors Palace, Кемптон-Парк, Гаутенг, ЮАР                 | UD 12                                               | Счёт: 117-111, 119-109 (дважды). Защитил титул чемпиона мира по версии IBO (1-я защита Лерены) в 1-м тяжёлом весе.                               |
| 20                                                         | 19-1                                                | 9 сентября 2017                                     | Йоури Каленга (23-3)                                | Emperors Palace, Кемптон-Парк, Гаутенг, ЮАР                 | SD 12                                               | Счёт: 116-113, 115-113, 111-117. Завоевал вакантный титул чемпиона мира по версии IBO в 1-м тяжёлом весе.                                        |
| 19                                                         | 18-1                                                | 23 апреля 2017                                      | Серхио Рамирес Марин (14-2)                         | Emperors Palace, Кемптон-Парк, Гаутенг, ЮАР                 | UD 8                                                | Счёт: 78-74, 79-73 (дважды). |
| 18                                                         | 17-1                                                | 4 февраля 2017                                      | Викапита Мероро (28-5)                              | Emperors Palace, Кемптон-Парк, Гаутенг, ЮАР                 | TKO 5 (10)                                          | |
| 17                                                         | 16-1                                                | 22 октября 2016                                     | Микки Нильсен (22-0)                                | Emperors Palace, Кемптон-Парк, Гаутенг, ЮАР                 | MD 10                                               | Счёт: 97-93, 96-95, 95-95. |
| 16                                                         | 15-1                                                | 11 июня 2016                                        | Роберто Феличиано Болонти (37-5)                    | Emperors Palace, Кемптон-Парк, Гаутенг, ЮАР                 | UD 10                                               | Счёт: 96-94, 97-93 (дважды). |
| 15                                                         | 14-1                                                | 24 апреля 2016                                      | Джонни Мюллер (2) (19-5-2)                          | Emperors Palace, Кемптон-Парк, Гаутенг, ЮАР                 | TKO 10 (12)                                         | Завоевал вакантный титул чемпиона Африки по версии WBA Pan African и защитил титул чемпиона Южной Африки (1-я защита Лерена) в 1-м тяжёлом весе. |
| 14                                                         | 13-1                                                | 30 июля 2015                                        | Деон Кутзи (11-5)                                   | Emperors Palace, Кемптон-Парк, Гаутенг, ЮАР                 | UD 12                                               | Завоевал титул чемпиона Южной Африки (1-я защита Кутзи) в 1-м тяжёлом весе.                                                                      |
| 13                                                         | 12-1                                                | 14 марта 2015                                       | Игорь Пилипенко (4-19-2)                            | Ballerup Super Arena, Баллеруп, Дания                       | UD 6                                                | Счёт судей: 59-54, 60-53 (дважды). |
| 12                                                         | 11-1                                                | 15 ноября 2014                                      | Джонни Мюллер (16-4-2)                              | Emperors Palace, Кемптон-Парк, Гаутенг, ЮАР                 | UD 10                                               | Счёт судей: 92-98, 93-97 (дважды). |
| 11                                                         | 11-0                                                | 29 сентября 2014                                    | Гогита Горгиладзе (4-6)                             | Emperors Palace, Кемптон-Парк, Гаутенг, ЮАР                 | KO 3 (10)                                           | Завоевал вакантный титул Серебряного чемпиона среди молодёжи по версии WBC Youth Silver в 1-м тяжёлом весе.                                      |
| 10                                                         | 10-0                                                | 9 августа 2014                                      | Маркос Антонио Аумада (14-2)                        | Emperors Palace, Кемптон-Парк, Гаутенг, ЮАР                 | UD 8                                                | Счёт судей: 79-73, 78-74, 77-75. |
| Бои в первом тяжёлом весе — до 90,72 кг (до 200 фунтов).   |                                                     |                                                     |                                                     |                                                             |                                                     | |